# Alcea karakalensis
Alcea karakalensis là một loài thực vật có hoa trong họ Cẩm quỳ. Loài này được Freyn mô tả khoa học đầu tiên năm 1903.